# Harp-Gletscher
Der Harp-Gletscher ist ein Gletscher im ostantarktischen Viktorialand. Er fließt von einem vergletscherten Bergsattel westlich des Harp Hill entlang der Nordflanke der MacDonald Hills in der Asgard Range zum Commonwealth-Gletscher im Taylor Valley.
Das Advisory Committee on Antarctic Names benannte ihn 1997 in Anlehnung an die Benennung des Harp Hill. Dieser ist deskriptiv nach seiner Erscheinung benannt, die an eine Harfe (englisch harp) erinnert.